# Alice Cama
Alice Lidia Maria Cama (Monza, 28 ottobre 1987) è una calciatrice italiana, attaccante della Fiamma Monza.

## Carriera
Cresciuta nel Milan, passa nella stagione 2012-2013 alla Riviera di Romagna, quindi nella stagione successiva all'Inter, dove rimarrà fino a fine campionato.
Nell'estate 2014 si accorda con il Como 2000 per disputare il Campionato 2014-2015, rimanendo una sola stagione.
Durante il calciomercato estivo del 2015 trova un nuovo accordo con il Cuneo che, alla ricerca della rapida promozione alla Serie A dopo la retrocessione al fine campionato, la inserisce in rosa dalla stagione 2015-2016. Con 23 reti siglate in 22 incontri il suo contributo è determinante per la promozione della squadra, che torna nel massimo campionato italiano.
Nel corso della sessione invernale di calciomercato della Serie A 2016-2017 ha lasciato il Cuneo per trasferirsi al San Bernardo Luserna. Al termine della stagione ha lasciato il Luserna per trasferirsi alla Lavagnese neopromossa in Serie B.
La Lavagnese ha cambiato nome in Genoa Women in vista della Serie B 2018-2019, per via di un accordo con il Genoa CFC che ambiva ad ottenere una formazione femminile.
Alice Cama ha pertanto giocato nel Genoa la Serie B 2018-2019, laureandosi capocannoniera della squadra con 11 reti.
Ad agosto 2019 è passata al Castelvecchio, rimanendo in Serie B.
Nel 2020 è passata al Riozzese Como.
Nel 2021 si trasferisce al Lugano, effettuando così la sua prima (e unica) esperienza fuori dall'Italia, ove la squadra retrocede perdendo 13 partite su 14 e realizzando appena 4 reti.
Dal 2022 gioca nel Fiammamonza.

## Palmarès
- Campionato italiano di Serie B: 1

Cuneo: 2015-2016